# Skjuvning

Skjuvning av ett rätblock; en lika stor skjuvkraft i motsatt riktning på blockets undersida håller kroppen på sin plats.

Skjuvning, eller skjuvtöjning, är en deformation utan volymändring. Den definieras som vinkeländringen skapad av deformationen.
Skjuvning uppkommer av att två skjuvkrafter verkar parallellt med snittytan. Om man studerar ett rätblock, med sidan {\displaystyle \ell }, efter deformation, så har exempelvis den övre sidan förskjutits parallellt, {\displaystyle \Delta x} längdenheter, jämfört med den undre sidan. Skjuvningen, betecknad {\displaystyle \gamma }, definieras då:
{\displaystyle \gamma ={\frac {\Delta x}{\ell }}}
Skjuvning kan enbart uppstå i fasta ämnen. Fluider kan påverkas av skjuvkrafter men såvida fluiden inte stöds av sidoväggar, leder detta till att fluiden deformeras, dvs. flyter iväg. Skjuvkraften står då i proportion till deformationshastigheten. Kraften som verkar på en fast kropp står istället, enligt Hookes lag, i proportion till deformationen.